# Episodi di Visite a domicilio (seconda stagione)
La seconda stagione della serie televisiva Visite a domicilio è stata trasmessa in anteprima negli Stati Uniti d'America dalla CBS tra il 17 novembre 1980 e il 13 aprile 1981.
| nº | Titolo originale            | Titolo italiano | Prima TV USA     | Prima TV Italia |
| -- | --------------------------- | --------------- | ---------------- | --------------- |
| 1  | Jailhouse Doc               |                 | 17 novembre 1980 |                 |
| 2  | Sex and the Single Surgeon  |                 | 24 novembre 1980 |                 |
| 3  | Muggers and Other Strangers |                 | 1º dicembre 1980 |                 |
| 4  | Nude Girl                   |                 | 8 dicembre 1980  |                 |
| 5  | Kensington Follies          |                 | 15 dicembre 1980 |                 |
| 6  | The Dead Beat               |                 | 29 dicembre 1980 |                 |
| 7  | Tenants, Anyone?            |                 | 5 gennaio 1981   |                 |
| 8  | In Case of Emergency        |                 | 12 gennaio 1981  |                 |
| 9  | No Balls, One Strike        |                 | 19 gennaio 1981  |                 |
| 10 | Bombing Out                 |                 | 26 gennaio 1981  |                 |
| 11 | Six O'Clock Noose           |                 | 2 febbraio 1981  |                 |
| 12 | Officer Needs Assistance    |                 | 9 febbraio 1981  |                 |
| 13 | My Son, the Anarchist       |                 | 16 febbraio 1981 |                 |
| 14 | All About Adam              |                 | 23 febbraio 1981 |                 |
| 15 | Bye, Bye American Spy       |                 | 2 marzo 1981     |                 |
| 16 | The Magnificent Weatherbys  |                 | 9 marzo 1981     |                 |
| 17 | Kleptos and Other Maniacs   |                 | 16 marzo 1981    |                 |
| 18 | Adieu, Kind Friend          |                 | 30 marzo 1981    |                 |
| 19 | The Hostage Situation       |                 | 6 aprile 1981    |                 |
| 20 | Have Peckler, Will Travel   |                 | 13 aprile 1981   |                 |